# Claire Fountaine
Claire Fountaine (1953) es una deportista francesa que compitió en vela en la clase 470. Ganó una medalla de bronce en el Campeonato Mundial de 470 de 1975.

## Palmarés internacional
| Campeonato Mundial | Campeonato Mundial                  | Campeonato Mundial | Campeonato Mundial |
| Año                | Lugar                               | Medalla            | Clase              |
| ------------------ | ----------------------------------- | ------------------ | ------------------ |
| 1975               | Association Island (Estados Unidos) | Medalla de bronce  | 470                |